# De fyra stora (tennis)
De fyra stora, engelska Big Four, syftar inom herrtennisen, på fyra tennisspelare i herrsingel: schweizaren Roger Federer, spanjoren Rafael Nadal, serben Novak Đoković och britten Andy Murray. Dessa fyra spelare har på 2010-talet dominerat vad gäller rankingpoäng och turneringsvinster, inklusive Grand Slam-turneringar och ATP Masters 1000-turneringar, såväl som ATP Finals, ATP World Tour 500-turneringar och tennistävlingen i de Olympiska spelen.
Spelarna har tillsammans dominerat tennissporten i över femton år. Federer var den spelaren som först blev brett känd genom att vinna herrsingeln i Wimbledon 2003, samtidigt som han senare i februari 2004 blev världsetta för första gången. Nadal följde efter genom sin turneringsseger i Franska öppna 2005, vilket inkluderade en seger över Federer i semifinalen.
Federer och Nadal höll första och andra platsen i ATP-rankingen, 211 raka veckor mellan juli 2005 och augusti 2009. Djokovic, från 2007, och Murray, från 2008, började mer och mer utmana Federer och Nadal om de större titlarna. Till exempel vann Djokovic tre av fyra Grand Slam-turneringar under 2011 års säsong.
Tillsammans har de fyra spelarna 2022 vunnit 50 av de senaste 55 Grand Slam-turneringarna i herrsingel, där åtminstone en spelare har spelat i någon av finalerna under denna period förutom 2014 års US Open-final. Kvartetten har också vunnit 12 av de senaste 15 turneringarna i ATP-slutspelet. Alla fyra spelarna har varit rankade etta. 